# Peyrière
Peyrière é uma comuna francesa na região administrativa da Nova Aquitânia, no departamento Lot-et-Garonne. Estende-se por uma área de 8,06 km². Em 2010 a comuna tinha 284 habitantes (densidade: 35,2 hab./km²).